# Volkhard Uhlig
Volkhardt Uhlig (Halle, 27 settembre 1941) è un ex cestista tedesco.
È il fratello di Helmut Uhlig.

## Carriera
Con la Germania Est ha disputato quattro edizioni dei Campionati europei (1959, 1961, 1963, 1967).